# Aciachne flagellifera
Aciachne flagellifera är en gräsart som beskrevs av Simon Laegaard. Aciachne flagellifera ingår i släktet Aciachne och familjen gräs. Inga underarter finns listade i Catalogue of Life.